# Mosquée Taza Pir

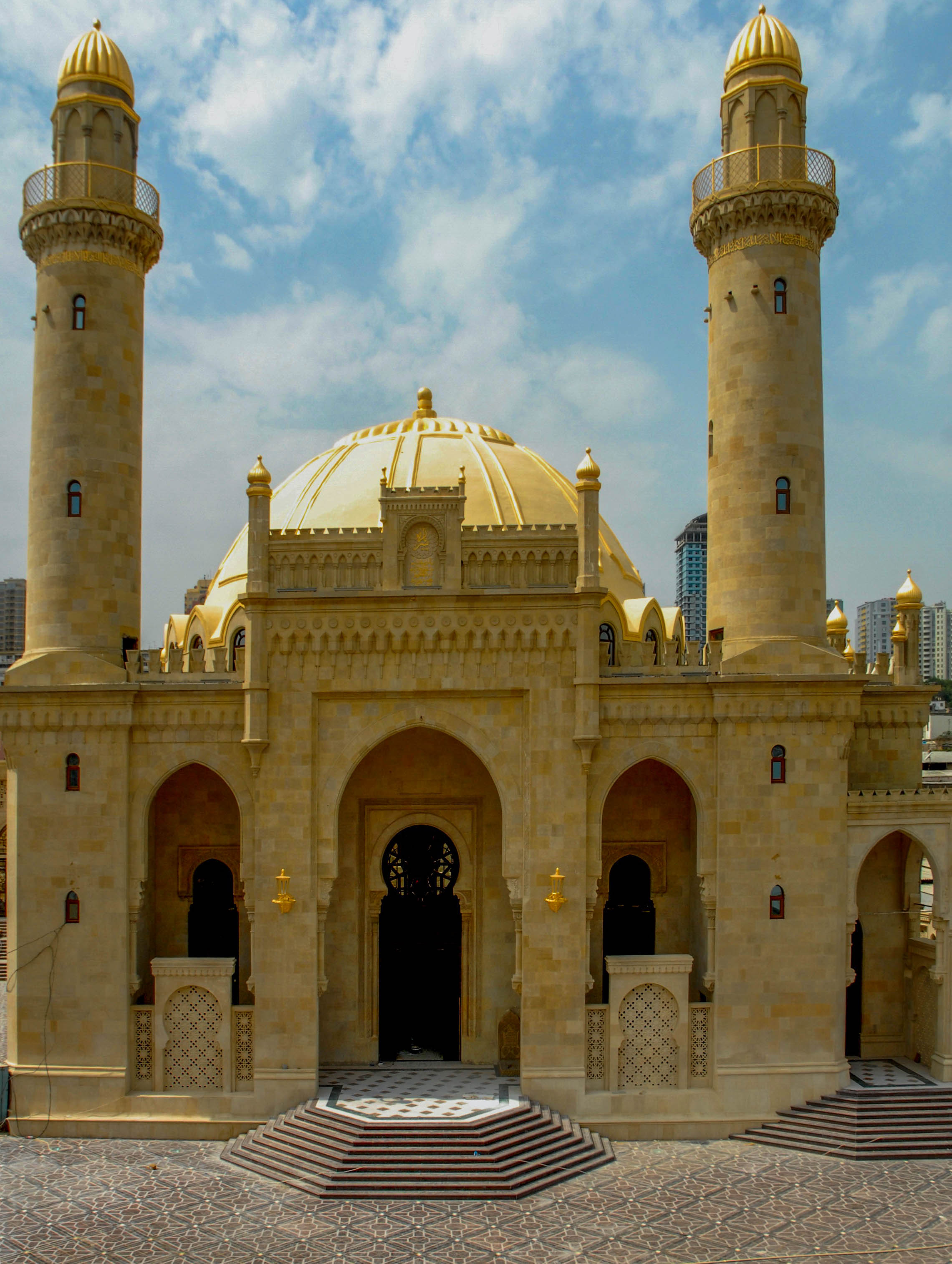
Mosquée Taza Pir en 2008

La mosquée Taza Pir (également Tazapir, Teze Pir, Teze-Pir, Tezepir) est une mosquée de Bakou, en Azerbaïdjan. Sa construction a commencé en 1905 et s'est achevée en 1914. L'idée de la mosquée ainsi que son financement ont été fournis par un philanthrope azéri, une femme, Nabat Khanum Achurbeyova (Achurbeyli).

## Histoire
L'histoire du sanctuaire remonte aux XIVe et XVe siècles. Il existait pour la première fois sous forme de tombe. La tombe appartenait à Abou Seyid Abdulla, érudit et saint islamique. L'emplacement du sanctuaire était connu sous le nom de «Xalfadam» jusqu'au milieu du siècle dernier. Au fil du temps, la tombe d'Abou Seid Abdulla a été exposée à la destruction. Cependant, la population locale de Bakou, en particulier les élites de Bakou, l’a restauré à plusieurs reprises. En 1817, le gendre de Huseyngulu Khan, Gasim Bey, finança les coûts de restauration de la mosquée. La construction du temple a commencé au début du XXe siècle. La construction de la mosquée a été lancée par le contremaître Karbalai Ahmed, puis achevée sous la direction de l'architecte Zivar bey Ahmadbay entre 1905 et 1914, environ 90 ans plus tard, après la restauration de la tombe. La mosquée a été construite sur la tombe. Le philanthrope azerbaïdjanais Nabat Khanum Achurbeyova a pris en charge les coûts de construction.
La construction de la mosquée Taza Pir a duré plus de neuf ans en raison de problèmes financiers et politiques de cette époque. Nabat Khanim, qui a financé simultanément plusieurs projets caritatifs à Bakou, n’a pas les moyens de terminer la mosquée. En outre, en raison de l’éclatement de la guerre des Balkans en 1911, la Russie tsariste avait strictement contrôlé les activités des banques à Bakou, supposant que les millionnaires musulmans pourraient aider l’empire ottoman, de sorte que les millionnaires de Bakou devaient obtenir l’approbation des responsables du le montant à dépenser pour la construction de la mosquée Taza Pir.
Le magnat industriel national et philanthrope azerbaïdjanais Haji Zeynalabdin Taghiyev a également participé activement au processus de construction de la mosquée.
Trois ans seulement après son ouverture, la mosquée a été fermée en raison de la révolution d'Octobre 1917. Au fil des années, la mosquée a fonctionné comme un cinéma et une grange et, de 1943 à nos jours, comme une mosquée. Akhund de la mosquée est le grand mufti du Caucase Allahchukur Pachazadeh.

## Architecture
La mosquée Taza Pir a été le premier édifice religieux à utiliser cette pierre blanche lors de sa construction dans la ville de Bakou à cette époque. L'architecte Zivar bey Ahmedbayov a conçu l'intérieur de la mosquée conformément aux exemples architecturaux de l'Orient musulman. La mosquée Taza Pir était considérée comme une étape totalement nouvelle, non seulement dans la structure urbaine de Bakou, mais également dans les bâtiments religieux d'Abcheron, en raison de ses caractéristiques architecturales. La façade de la mosquée Taza Pir est composée de portiques et de minarets qui s'élèvent des flancs. Selon le projet, une salle de culte de forme carrée (19,6 x 19,6 m) est complétée par d’énormes dômes. Dans la décoration intérieure, des éléments architecturaux locaux ont été utilisés. La mosquée Taza Pir possède une grande salle de culte. Il existe des exemples de calligraphies du livre sacré Coran écrit à l'intérieur et à l'extérieur de la mosquée, ainsi que sur les minarets. Entre 2006 et 2009, la mosquée a été construite et les parties anciennes et détruites ont été restaurées. Après les travaux de restauration, la mosquée est équipée d’un système de ventilation et son tapis de Namazgah recouvert d’un sol sur lequel 720 personnes peuvent se recueillir simultanément.
L'intérieur de la mosquée a une superficie de 1400 mètres carrés et est décoré d'ornements d'écoles de peinture d'Azerbaïdjan et d'échantillons d'ornements orientaux. La hauteur du dôme et demi mètres. Le mihrab et le dôme de la mosquée sont en marbre, tandis que les éléments décoratifs de la mosquée, les dessus de minarets et les étiquettes sont en or.